# Castello di Gastria
Il castello di Gastria (in greco Κάστρο της Γαστριάς?, in turco Gastria Kalesi) è un castello in rovina a Cipro del Nord. Venne menzionato per la prima volta nel 1210 come fortezza dei Cavalieri templari. Fu smantellato nel 1279 da Ugo III di Cipro e passò in possesso dei Cavalieri Ospitalieri nel 1308, cadendo in seguito nell'oscurità.

## Storia
Il castello era situato sul lato settentrionale della baia di Famagosta, a 3 km a sud-ovest del villaggio di Gastria. Nel 1191, Cipro fu conquistata da Riccardo Cuor di Leone durante la sua campagna contro il sovrano dell'isola Isacco Comneno di Cipro. Riccardo successivamente vendette l'isola ai Cavalieri templari, il cui governo terminò bruscamente dopo una grande rivolta a Nicosia. Cipro fu poi rivenduta a Guido di Lusignano della Casa dei Lusignano. Il castello di Gastria venne menzionato per la prima volta nel 1210, quando il reggente reale Walter di Montbéliard si rifugiò nella fortezza con i suoi alleati templari. In precedenza aveva rifiutato di rendere conto della sua amministrazione del tesoro reale al neo-incoronato Ugo I di Cipro, fuggendo successivamente nel Regno di Gerusalemme. Il periodo di pace terminò con la morte di Ugo nel 1218.
Ne seguì una lotta su chi dovesse agire come reggente del regno, contrapponendo la Casa di Ibelin ai sostenitori locali di Federico II, imperatore del Sacro Romano Impero. L'arrivo di Federico a Limassol nel 1228 trasformò il conflitto in una guerra aperta. Nel 1229, Giovanni d'Ibelin, l'Antico Signore di Beirut, tornò a Cipro attraverso il porto di Gastria. Nel 1232, dopo una sconfitta nella battaglia di Agridi, i pochi sostenitori rimasti di Federico chiesero il permesso di nascondersi a Gastria. Avendo combattuto Federico ad Acri nel 1229, i templari rifiutarono e coloro che tentarono di nascondersi nel fossato furono arrestati. In seguito, i Lusignano continuarono il loro regno che veniva interrotto solo da occasionali colpi di stato di palazzo. Nel 1279, Ugo III di Cipro smantellò il castello ed espulse i templari, dopo che questi ultimi dichiararono il loro sostegno a Carlo I di Napoli. Nel 1308 il castello fu concesso ai Cavalieri Ospitalieri. Nel 1310, Enrico II di Gerusalemme passò attraverso Gastria mentre era in viaggio verso il suo esilio in Armenia. Da quel momento in poi non fu più menzionato come castello.

## Architettura
La struttura era un piccolo forte rettangolare situato alla fine di un lungo e stretto crinale ed era separato dalla cresta da un fossato scavato nella roccia di 7,9-4,5 metri di larghezza e di 2-2,6 metri di profondità. Il fossato era un tempo attraversato da un ponte levatoio o da un ponte di legno. Fedele alle caratteristiche delle piccole fortezze templari, Gastria non aveva torri. Il centro del forte ospitava una cisterna circolare. Ad est un punto di osservazione naturale a forma di sperone roccioso. che domina sia il mare che il forte. porta i segni che un tempo fosse occupato. Lo sperone era un tempo separato dal forte da un canale che oggi è riempito. A nord del forte, lo sperone e l'istmo, c'è un corso d'acqua che fungeva da porto.